# Eisenia (djur)
Eisenia är ett släkte i familjen daggmaskar.
Arter enligt Dyntaxa:
- Eisenia andrei
- Eisenia fasciata
- dyngmask (Eisenia fetida)
- Eisenia hortensis